# Algerisches Metall
Algerisches Metall (franz.: métal d’Alger) ist eine Unedelmetalllegierung.

## Eigenschaften und Verwendung
Das Algerische Metall wurde in Frankreich bekannt und besteht aus 94,5 Prozent Zinn, 5 Prozent Kupfer und 0,5 Prozent Antimon oder Bismut. Die Metalllegierung wurde vornehmlich für Gussstücke verwendet, wie zum Beispiel die Anfertigung kleiner Glocken. Das Algerische Metall ist lötbar und im Gießverfahren vergleichbar mit dem Britanniametall.

## Rezeption
Balzac erwähnt das Metall in seinem Roman Le Cousin Pons, ebenso Edgar Allan Poe in seiner Kurzgeschichte Der Doppelmord in der Rue Morgue.